# Anii 1200 î.Hr.
1200 î.Hr. este un deceniu care a durat între 1209 î.Hr. și 1200 î.Hr.

## Evenimente și tendințe
- 1207 î.Hr.
  - Faraonul Merneptah pretinde o victorie asupra israeliților.
  - 30 octombrie – Cea mai veche databilă cunoscută eclipsă de soare.
- 1206 î.Hr.: Data aproximativă de începere a prăbușirii epocii bronzului, o perioadă de migrație, tulburări și distrugeri în estul Mediteranei și Orientul Apropiat.
- 1204 î.Hr.: Tezeu, legendar rege al Atenei, este detronat după o domnie de 30 de ani și succedat de Menestheus, strănepot al lui Erichthonius al II-lea al Atenei și văr de-al doilea al tatălui Tezeus. Menestheus se pare că este asistat de Castor și Polux din Sparta, care doresc să-și revendice sora Elena de la primul ei soț Tezeu. Tezeu caută refugiu în Skyros, al cărui Regele Licomede este un vechi prieten și aliat. Licomede, cu toate acestea, consideră vizitatorul său o amenințare la adresa tronului și continuă să încerce asasinarea el. (Alte relatări plasează aceste evenimente cu un deceniu mai devreme. A se vedea anii 1210 î.Hr..)
- c. 1200 î.Hr.: Începutul pan-iliri
- c. 1200 î.Hr.: Prăbușirea puterii Hitiților în Anatolia cu distrugerea capitalei lor Hattusa.
- c. 1200 î.Hr.: Are loc așezarea israelită, cu o creștere notabilă a populației așezate pe dealurile de la nord de Ierusalim în această perioadă.
- c. 1200 î.Hr.: Migrații masive de oameni în jurul Mediteranei și Al Orientului Mijlociu. A se vedea Popoarele mării pentru mai multe informații.
- c. 1200 î.Hr.: nomazii aramaieni și poporul caldeean antic devin o mare amenințare pentru foștii Babilonien și Imperiul Asirian.
- c. 1200 î.Hr.: Migrația și expansiunea grecilor dorini. Distrugerea orașului micenian Pylos.
- c. 1200 î.Hr.: Distrugerea finală a marelui oraș micenian excavat la Iklena.
- c. 1200 î.Hr.: Cimerienii încep să stabilească stepele din sudul Mării Caspice
- c. 1200 î.Hr.: Proto-Scythian Cultura Srubna (Mormântul lemnului se extinde din regiunea inferioară Volga pentru a acoperi întregul nord Zona pontică
- c. 1200 î.Hr.: Cultura olmecă începe și prosperă în Mesoamerica.
- c. 1200 î.Hr.: San Lorenzo Tenochtitlán începe să înflorească.
- c. 1200 î.Hr.: Civilizația ancestrală Puebloan în America de Nord. (data aproximativă)
- c. 1200 î.Hr.: Posibilă bătălie în valea râului Tollense din nordul Germaniei.[1]

## Literatură
- Povestea celor doi frați din Papirusul egiptean de scribul Ennana.[2]